# كامدن (نيوجرسي)
كامدن (بالإنجليزية: Camden, New Jersey)‏ هي مدينة تقع في الولايات المتحدة في مقاطعة كامدن (نيو جيرسي). يقدر عدد سكانها بـ 77,344 نسمة ومساحتها 26.784 كم2 وترتفع عن سطح البحر 4.88 متر.

## التركيبة السكانية
حدّد مكتب تعداد الولايات المتحدة بيانات التركيبة السكانية لكامدن في تعداد الولايات المتحدة. في ما يلي، التركيبة السكانية حسب تعدادي 2000 و2010.

### تعداد عام 2000
بلغ عدد سكان كامدن 79,904 نسمة بحسب تعداد عام 2000، وبلغ عدد الأسر 24,177 أسرة وعدد العائلات 17,434 عائلة مقيمة في المدينة. في حين سجلت الكثافة السكانية 2,983.7 نسمة لكل كيلومتر مربع (7,727.7/ميل2). وبلغ عدد الوحدات السكنية 29,769 وحدة بمتوسط كثافة قدره 1,111.6 لكل كيلومتر مربع (2,879.0/ميل2).
وتوزع التركيب العرقي للمدينة بنسبة 16.84% من البيض و53.35% من الأمريكيين الأفارقة و0.54% من الأمريكيين الأصليين و2.45% من الأمريكيين ذوي الأصول الآسيوية و0.07% من سكان جزر المحيط الهادئ و22.83% من الأعراق الأخرى و3.92% من عرقين مختلطين أو أكثر و38.82% من الهسبانيون أو اللاتينيون من أي عرق.
بلغ عدد الأسر 24,177 أسرة كانت نسبة 51.8% منها لديها أطفال تحت سن الثامنة عشر تعيش معهم، وبلغت نسبة الأزواج القاطنين مع بعضهم البعض 26.1% من أصل المجموع الكلي للأسر، ونسبة 37.7% من الأسر كان لديها معيلات من الإناث دون وجود شريك، بينما كانت نسبة 8.2% من الأسر لديها معيلون من الذكور دون وجود شريكة وكانت نسبة 27.9% من غير العائلات. تألفت نسبة 22.5% من أصل جميع الأسر من عدة أفراد يعيشون في نفس المنزل ونسبة 7.8% كانت تتألف من شخص يعيش بمفرده يبلغ من العمر 65 عاماً أو أكثر. وبلغ متوسط حجم الأسرة المعيشية 3.12، أما متوسط حجم العائلات فبلغ 3.62.
بلغ العمر الوسطي للسكان 27.2 عاماً. وكانت نسبة 34.5% من القاطنين تحت سن الثامنة عشر، وكانت نسبة 10.7% بين الثامنة عشر والرابعة والعشرين عاماً، ونسبة 26.5% كانت واقعةً في الفئة العمرية ما بين الخامسة والعشرين والرابعة والأربعين عاماً، ونسبة 15.6% كانت ما بين الخامسة والأربعين والرابعة والستين، ونسبة 7.2% كانت ضمن فئة الخامسة والستين عاماً فما فوق. يوجد لكل 100 أنثى 87.2 ذكر، ويوجد لكل 100 أنثى في الثامنة عشر من عمرها فما فوق 79.3 ذكر.
بلغ متوسط دخل الأسرة في المدينة 23,421 دولارًا، أما متوسط دخل العائلة فبلغ 24,612 دولارًا. وكان متوسط دخل الذكور 25,624 دولارًا مقابل 21,411 دولارًا للإناث. وسجل دخل الفرد الخاص بالمدينة 9,815 دولارًا. وكانت نسبة 32.8% من العائلات ونسبة 35.5% من السكان تحت خط الفقر، وكان من هؤلاء نسبة 45.7% تحت سن الثامنة عشر ونسبة 23.8% في الخامسة والستين من العمر وما فوق.

### تعداد عام 2010
بلغ عدد سكان كامدن 77,344 نسمة بحسب تعداد عام 2010، وبلغ عدد الأسر 24,475 أسرة وعدد العائلات 16,918 عائلة مقيمة في المدينة. في حين سجلت الكثافة السكانية 2,888.1 نسمة لكل كيلومتر مربع (7,480.1/ميل2). وبلغ عدد الوحدات السكنية 28,358 وحدة بمتوسط كثافة قدره 1,058.9 لكل كيلومتر مربع (2,742.5/ميل2).
وتوزع التركيب العرقي للمدينة بنسبة 17.59% من البيض و48.07% من الأمريكيين الأفارقة و0.76% من الأمريكيين الأصليين و2.12% من الأمريكيين ذوي الأصول الآسيوية و0.06% من سكان جزر المحيط الهادئ و27.57% من الأعراق الأخرى و3.83% من عرقين مختلطين أو أكثر و47.04% من الهسبانيون أو اللاتينيون من أي عرق.
بلغ عدد الأسر 24,475 أسرة كانت نسبة 46.3% منها لديها أطفال تحت سن الثامنة عشر تعيش معهم، وبلغت نسبة الأزواج القاطنين مع بعضهم البعض 22.3% من أصل المجموع الكلي للأسر، ونسبة 37.9% من الأسر كان لديها معيلات من الإناث دون وجود شريك، بينما كانت نسبة 8.9% من الأسر لديها معيلون من الذكور دون وجود شريكة وكانت نسبة 30.9% من غير العائلات. تألفت نسبة 24.8% من أصل جميع الأسر من عدة أفراد يعيشون في نفس المنزل ونسبة 7.4% كانت تتألف من شخص يعيش بمفرده يبلغ من العمر 65 عاماً أو أكثر. وبلغ متوسط حجم الأسرة المعيشية 3.02، أما متوسط حجم العائلات فبلغ 3.56.
بلغ العمر الوسطي للسكان 28.5 عاماً. وكانت نسبة 31% من القاطنين تحت سن الثامنة عشر، وكانت نسبة 13.1% بين الثامنة عشر والرابعة والعشرين عاماً، ونسبة 28% كانت واقعةً في الفئة العمرية ما بين الخامسة والعشرين والرابعة والأربعين عاماً، ونسبة 20.3% كانت ما بين الخامسة والأربعين والرابعة والستين، ونسبة 7.6% كانت ضمن فئة الخامسة والستين عاماً فما فوق. وتوزع التركيب الجنسي للسكان بنسبة 48.6% ذكور و51.4% إناث.

## المناخ
يظهر الجدول التالي التغييرات المناخية على مدار السنة لكامدن:
| البيانات المناخية لـكامدن | البيانات المناخية لـكامدن | البيانات المناخية لـكامدن | البيانات المناخية لـكامدن | البيانات المناخية لـكامدن | البيانات المناخية لـكامدن | البيانات المناخية لـكامدن | البيانات المناخية لـكامدن | البيانات المناخية لـكامدن | البيانات المناخية لـكامدن | البيانات المناخية لـكامدن | البيانات المناخية لـكامدن | البيانات المناخية لـكامدن | البيانات المناخية لـكامدن |
| الشهر | يناير                     | فبراير                    | مارس                      | أبريل                     | مايو                      | يونيو                     | يوليو                     | أغسطس                     | سبتمبر                    | أكتوبر                    | نوفمبر                    | ديسمبر                    | المعدل السنوي             |
| --- | ------------------------- | ------------------------- | ------------------------- | ------------------------- | ------------------------- | ------------------------- | ------------------------- | ------------------------- | ------------------------- | ------------------------- | ------------------------- | ------------------------- | ------------------------- |
| متوسط درجة الحرارة الكبرى °ف (°م) | 41 (5)                    | 45 (7)                    | 54 (12)                   | 65 (18)                   | 74 (23)                   | 82 (28)                   | 87 (31)                   | 85 (29)                   | 78 (26)                   | 67 (19)                   | 57 (14)                   | 46 (8)                    | 65.083 (18.38)            |
| متوسط درجة الحرارة الصغرى °ف (°م) | 24 (−4)                   | 26 (−3)                   | 33 (1)                    | 42 (6)                    | 52 (11)                   | 61 (16)                   | 67 (19)                   | 65 (18)                   | 58 (14)                   | 46 (8)                    | 38 (3)                    | 29 (−2)                   | 45.083 (7.27)             |
| المصدر: <Weather.com >"Camden, NJ Monthly Weather Forecast - weather.com". Camden, NJ (08102) (بالإنجليزية الأمريكية). Weather.com. 2016. Archived from the original on 2023-03-20. Retrieved 2016-09-14. |                           |                           |                           |                           |                           |                           |                           |                           |                           |                           |                           |                           |                           |

## أعلام
- إد لينوكس
- تشيك هولمز
- أندريا دوركين
- كيليان كونواي
- داني غرين